# Charles Swan
Charles Swan est un pirate britannique du XVIIe siècle.

## Biographie
Contraint à la piraterie par son équipage, s'en excusant même par lettre auprès du roi James II, il s'allie aux pirates Peter Harris et Edward Davis pour razzier et incendier Païta (1684). Le 25 août 1685, il se sépare de ses compagnons et, remontant la côte du Mexique, ne parvient à rien de notable en piraterie. 
En mars 1686, il tente de capturer le galion de Manille, mais, là aussi, échoue. Devant la famine et l'équipage, dont William Dampier qui deviendra plus tard célèbre, menaçant de dévorer ses officiers, il parvient à atteindre l'île de Guam puis celle de Mindanao où, victime d'une mutinerie, il est abandonné. 
Devenu esclave dans les troupes du sultan, il est tué lors d'une tentative d'évasion en 1687.
Les Îles Swan portent son nom.
De la même façon, il est probable que l'écrivain Proust se soit inspiré de cet homme pour créer son personnage Charles Swann.